# Álvaro Pelagio

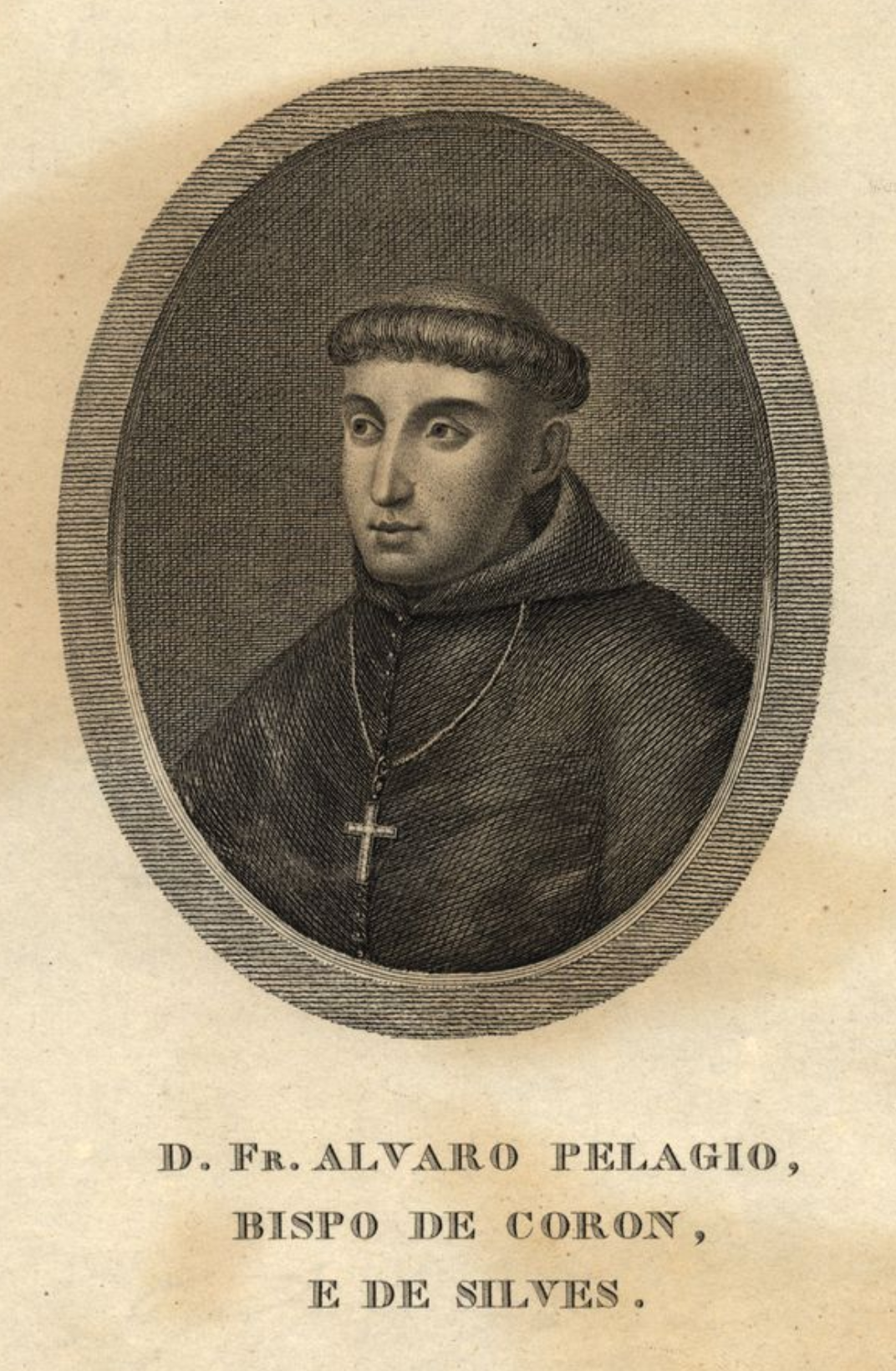
Grabado de Álvaro Pelagio (Biblioteca Nacional de Portugal)

Álvaro Pelagio (Salnés, c. 1280–Sevilla, 25 de enero de 1352) fue un célebre canonista gallego.

## Biografía
Álvaro nació en Salnés, Galicia. Estudió derecho canónico en Bolonia, pero en 1304 renunció a sus beneficios y entró en la Orden Franciscana. Se dice que fue alumno de Duns Scoto y tutor de los hijos de Don Pedro, regente de Portugal. Es cierto que llegó a ser penitenciario del Papa Juan XXII en Aviñón, que gozó de mucho favor con este pontífice y fue empleado por él para refutar las afirmaciones del antipapa Pietro Rainalducci de Corbario. En 1333, Álvaro se convirtió en obispo titular de Coron en Acaya, y dos años más tarde fue nombrado miembro de la Sede de Silvestre en Portugal. También se desempeñó como nuncio apostólico en Portugal, pero no fue nombrado cardenal, como afirman algunos escritores.[¿quién?] Murió en Sevilla, donde fue enterrado en el Monasterio de Santa Clara.

## Obras
Álvaro destacó principalmente por su obra De planctu ecclesiae libri duo. Esta obra, iniciada en Aviñón en 1330, finalizada en 1332, corregida en 1335 y nuevamente en 1340 en Compostela, destaca no solo por su extrema defensa de los derechos eclesiásticos, sino aún más, quizás, por la libertad y la fuerza con que ataca el autor; reprende los abusos eclesiásticos de su tiempo. San Antonino y otros reprocharon a Álvaro haber favorecido demasiado el error de los Fraticelli sobre la pobreza, pero, como muestra Sbaralea, no es difícil justificarlo contra esta acusación. Sobre la entonces agitada cuestión de la pobreza en la Orden Franciscana escribió con menos pasión y con más peso que Ubertino da Casale, aunque dirigió casi los mismos reproches que este último a los frailes de la orden. El De planctu se publicó por primera vez en Ulm en 1474. Esta edición es muy rara y no está libre de errores. Las ediciones posteriores aparecieron en Venecia (1500) y en Lyon (1517).
Además del De planctu, Wadding atribuyó a Álvaro los siguientes: Collyrium adversus haereses, Speculum regum (un libro);, Super sentent. Libros 4, Apologia contra Marsilum Patav. Et Guliel. Ocham, y otras obras inéditas.